# Joiada
Joad o Joiada (en hebreo יְהוֹיָדָע; en griego Ιωδαὲ; en latín Ioiadae) fue un sumo sacerdote de Israel.

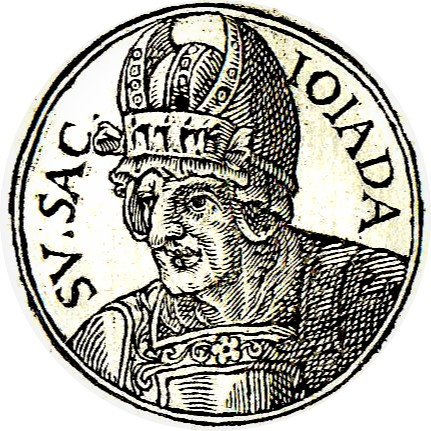
Joad, en el Promptuarii Iconum Insigniorum de Guillaume Rouillé (1553)

Joiada ocupó su cargo bajo los reinados de Ocozías, de Atalía y de Joas, al finalizar el siglo IX a. C.. Se casó con la hija del rey Jehoram, la princesa Josheba (o Jehosheba, o Jehoshabeath), hermana de Ocozías (2 Reyes 11:2). Ocozías muere poco después de la batalla de Megido y el trono es usurpado por la reina Atalía.
De aproximadamente noventa años en el momento de su matrimonio con la joven princesa, contribuye a poner en marcha el golpe de Estado que destrona y asesina a la reina Atalía. Josheba y Joiada habían conseguido salvar a Joás, todavía bebé, durante la masacre de los niños reales por Atalía. Durante seis años mantienen escondido en el Templo a este último superviviente de los herederos del trono. Joiada guía al rey Joas, mucho más joven, sobre el camino de la virtud durante aproximadamente 35 años al curso de los cuales tiene lugar la restauración del Templo. Se conoce también a Joiada por la alianza nacional que establece «entre él, todo el pueblo y el rey, (...) por la cual tenían que ser el pueblo eterno».
Joiada vivió 130 años y está enterrado entre los reyes en la ciudad de David. Tras su muerte, su hijo, Zacarías, fue asesinado por el rey Joas.